# Hešeri
Hešeri (chinesisch 赫舍里, Pinyin He she li; Mandschu: ᡥᡝᡧᡝᡵᡳ Hešeri) ist ein Clan des Mandschu-Adels mit Ursprüngen im Volk der Jianzhou Jurchen (Jurchen). Ursprünglich stammte die Sippe aus der Gegend des heutigen Jilin und Liaoning in China. Zeitweise war sie eine der wichtigsten und mächtigsten Adelsfamilien in der frühen Qing-Dynastie in China an zweiter Stelle nach dem königlichen Haus der Aisin Gioro, mit welchem sie durch Heirat (Kaiserin Xiaochengren) eng verbunden war. Die Macht der Familie erreichte ihren Höhepunkt in der Zeit von Fürst Hešeri Sonin und dessen drittem Sohnes Fürst Hešeri Songgotu (~ 1650–1705).
Auch wenn der Einfluss nach Songgotus Tod schwand, blieb der Clan Hešeri eine wichtige Familie des erblichen Adels und spielte eine Rolle in der chinesischen Politik bis zur Auflösung der Qing-Dynastie Anfang 1912.

## Geschichte
Der Name Hešeri wurde erstmals im Jurchen Sanshi bu (Thirty Common Surnames of Jurchen, Buch der dreißig Jurchen-Namen) in der späteren Tang-Dynastie (c. 800–850) erwähnt. Darin heißt es, dass der Name auf einen Fluss zurückgeht (Mandschu: šeri ≈ wasser-quelle). Alternativ vermuteten einige Autoren, dass es sich um den Namen eines alten Stammes handelt. Während der Tang-Dynastie lebten die Hešeri am nördlichen Rand des Reiches, teilweise in Koexistenz mit den Kitan und deren Liao-Dynastie. (Die Jurchen eroberten und zerstreuten auch die daraus entstandene Jin-Dynastie 1125.); während der Großteil des Clans an den angestammten Wohnplätzen blieb, führte die (zweite) Herrschaft der Jurchen (unter dem neuen Namen Mandschu) im Verlauf der Qing-Dynastie, sowie die administrativen und militärischen Aufgaben, welche dem Clan Hešeri übertragen wurden zu einer verstärkten Verbreitung der „Hešeri“ in den zentraleren und nördlichen Provinzen.
Nach der Xinhai-Revolution 1911 und dem darauf folgenden Zusammenbruch der Qing-Dynastie, bemühte sich die Mehrheit der Hešeri sich von ihrer Herkunft als Mandschu abzugrenzen. Dazu nahmen viele die stärker an das Han-Chinesische erinnernde Verkleinerungsform He (Chinese: 赫/何) als Familienname an. (In Hongkong und verschiedenen anderen kantonesischsprachigen Regionen: Ho); einige Hešeri gingen sogar weiter und änderten ihre Namen in Gao (高), Kang (康), Zhang (张), Lu (芦), He (贺), Suo (索), Ying (英), Hao (郝), Hei (黑), Pu (普), Li (李), oder Man (满).

## Persönlichkeiten

### Jin-Dynastie
In der 119-jährigen Geschichte der Jin-Dynastie, waren mindestens 52 Mitglieder des Clans so mächtig, dass sie auf die Regierung Einfluss nehmen konnten. In der Gischichte der Jin (金史 – Jin Shi) werden folgende Personen erwähnt:
- Lihua, Kaiserin Qinxian (chin.: 钦宪皇后，纥石烈丽花), Frau des Jin Taizu (Wanyan Aguda)
- Zhining, Jinyuan-Prinz zweiten Ranges (chin.: 金源郡王，右丞相纥石烈志宁 – Jinyuan-Houwang, Premierminister He Shilie Zhining zur Rechten).
- Liangbi, Jinyuan-Prinz zweiten Ranges (chin.: 金源郡王，宰相纥石烈良弼 – Jinyuan-Houwang, Premierminister Heshi Lieliangbi).
- Ziren (chin.: 纥石烈子仁).
- Cupei (chin.: 纥石烈腊醅).
- Machan (chin.: 纥石烈麻产), Cupeis Bruder.
- Zhizhong (chin.: 纥石烈执中,?–1213).
- Yawuta (Chinese: 纥石烈牙吾塔；?–1231), General.

### Qing-Dynastie
Männer
- Šose (chin.: 硕色),[5] Sonins Vater. Er beherrschte Mandarin, Mongolisch und Mandschurisch und wurde von Nurhaci mit dem Ehrentitel Baksi („Wissensreicher Mann“, chin.: 巴克什 – Bākèshí) ausgezeichnet.
  - Hešeri Sonin (Chinese: 索尼; ?–1667), Prinz ersten Ranges (chin.: 一等公), Chief minister, Grand Councillor (chin.: 議政大臣) des Kaisers Shunzhi. Oberster der Vier Regenten von Kangxi;
    - Gabula (chin.: 噶布喇; ?–1681), erster Sohn von Sonin, Prinz ersten Ranges (chin.: 一等公). Schwiegervater und Chief Minister (chin.: 领侍卫内大臣) von Kangxi.
    - Songgotu (chin.: 索額圖; ?–1703), dritter Sohn von Sonin, Grand Councillor (chin.: 議政大臣), Baohe-Gelehrter (chin.: 保和殿大学士) Chief Minister von Kangxi, Hauptunterzeichner des Vertrag von Nertschinsk.
    - Hešeri Xinyu (chin.: 心裕), fünfter Sohn von Sonin, Fürst ersten Ranges (chin.: 一等伯).
    - Fabao (Chinese: 法保), sechster Sohn von Sonin, Erbe des Ranges seines Vaters.
- Hife (chin.: 希福; ?–1662), Šoses Bruder. Fürst dritten Ranges (chin.: 三等子). Er war genauso sprachbegab, wie sein älterer Bruder. Ausgezeichnet als Baksi[5] und als einer von drei Gefährten des damaligen Kaisers mit dem Epithet „Dessen Leistung unserem Weg geholfen hat“.[6]
  - Suwayamboo (chin.: 帥顏保; 1641–1684), Sohn von Hife, Sonins Cousin. Fürst dritten Ranges (chin.: 三等子). Minister für Flusstransport für Kangxi (chin.: 漕运总督 康熙).
    - Sungseo (chin.: 嵩壽; ?–1755), Enkel von Suwayamboo (帅颜保), Fürst ersten Ranges (Chinese: 一等子), Minister für Riten rechter Hand (禮部右侍郎).

- Hešeri Erdeni (chin.: 额爾德尼, nicht zu verwechseln mit Panchen Erdeni), aus dem Clan Nara, einer der zwei Erfinder der Mandschurischen Schrift. Er wurde in den Clan aufgenommen und erhielt den Namen Hešeri vom Qing-Herrscher Huang Taiji als Ehrung verliehen.[7]
- Dingshou (chin.: 定壽; ?–1731), General der Leichten Kavallerie dritten Ranges (chin.: 三等轻车都尉). Einer der größten Generäle der frühen Qing-Dynastie. Vizegouverneur des mongolischen Einfachen Gelben Banners.
- Songzhu (chin.: 松柱; 1657–1735), Grand Councillor (chin.: 議政大臣), Minister für Riten (chin.: 內閣學士兼禮部侍郎), Wenhua-Gelehrter (chin.: 禮部尚書兼文華殿大學士), Royal Tutor (chin.: 太子太傅)
- Giyamo (chin.: 嘉謨; 1711–1777), Minister für Flusstransport (chin.: 漕運總督), Minister des Inneren Palastes (chin.: 內務府大臣).
- Guangliang (chin.: 廣亮; ?–1800), General von Heilongjiang.
- Fuzhina (chin.: 富志那; ?–1810), Generalgouverneur von Guizhou (chin.: 貴州提督).
- Saicungga (chin.: 賽冲阿; ?–1826), Baron zweiten Ranges (chin.: 二等男), Gouverneur des mongolischen Einfachen Gelben Banners auch Gouverneur des mandschurischen Einfachen Roten Banners und des mongolischen Gesäumten Blauen Banners. Ausgezeichnet posthum mit dem Titel Taizitaishi (chin.: 太子太師).
- Jirun (chin.: 吉綸; ?–1826), Gouverneur des mandschurischen Einfachen Blauen Banners, Minister für Flusstransport (chin.: 漕運總督), Gouverneur von Shandong (chin.: 山东巡抚), Ko-Minister für Arbeiten (chin.: 工部右侍郎).
- Fulehungga (chin.: 福勒洪阿; ?–1829), Baron ersten Ranges (chin.: 一等男), 内阁学士, Ko-Minister für Krieg (chin.: 兵部右侍郎), Ko-Minister für Außenbeziehungen (chin.: 理藩院左侍郎)
- Nadanju (chin.: 那丹珠; ?–1832), Minister für Riten (chin.: 內閣學士兼禮部侍郎), Ko-Minister für Krieg (chin.: 兵部右侍郎).
- Shutong’a (chin.: 舒通阿; 1776–1836), Stellvertretender Kommandant der Provinz Zhili (chin.: 直隶副總兵).
- Chunqing (chin.: 淳慶; ?–1847), Vizekönig von Yunnan und Guizhou (chin.: 云贵总督).
- Mutengge (chin.: 穆騰額; 1780–1852), General von Jiangnin (chin.: 江寧將軍).
- Šuhingga (chin.: 舒興阿; ?–1858), Vizekönig von Shanxi und Gansu (chin.: 陝甘總督), Ko-Minister für Krieg (chin.: 兵部右侍郎), 軍機大臣, Posthum: 雲南巡撫.
- Shuyuan (chin.: 書元; ?–1859), Supreme Court Shaoqing (大理寺少卿), 盛京戶部侍郎兼奉天府府尹, 戶部右侍郎兼管錢法堂事務.
- Hebao (chin.: 和寶), 兵部员外郎, 通政司参议.
- Yinggui (chin.: 英桂; ?–1879), Vizekönig von Fujian und Zhejiang (闽浙总督), General der Armee (chin.: 步军统领，同治13年-光绪3年). Posthum: 太子太保.
- Hešeri Warda (chin.: 洼爾達), General.
- Tundali (chin.: 吞達禮), Militär-Kommandant.
- Hechun (chin.: 和春; ?–1860), Vizekönig und Admiral von Jiangnan (chin.: 江南提督, 钦差大臣, 被赐黄马褂).
- Encang (chin.: 恩長), Kommandant.
- Hešeri Rushan (chin.: 如山), Magistrat von Sichuan (chin.: 四川按察使).
- Sebjengge (chin.: 色普徵額; ?–1907), General von Ningxia (chin.: 宁夏将军)[8][9]

Prinzgemahl
- Kumeng (枯蒙), Mann von Yunqis sechster Tochter (b. 1753; 1768) von der zweiten Konkubine (Xiang)

Frauen
Kaiserliche Hauptfrau
| Gemahlin                                                      | Kaiser   | Söhne                                                                   | Töchter |
| ------------------------------------------------------------- | -------- | ----------------------------------------------------------------------- | ------- |
| Xiaochengren (chin.: 孝诚仁皇后/仁孝皇后, 1654–1674)          | Kangxi   | 1. Chenghu (1670–1672) 2. Yunreng, Kronprinz (Prinz Li, 理) (1674–1725) |         |
| Hauptfrau Ping (chin.: 平妃, gest. 1696)                      | Kangxi   | 1. Yinji                                                                |         |
| Konkubine Xi (chin.: 僖嫔, gest. 1702)                        | Kangxi   |                                                                         |         |
| Hauptfrau Chang (chin.: 常妃, 1808–1860)                      | Daoguang |                                                                         |         |
| Imperial Noble Consort Xianzhe (chin.: 献哲皇贵妃, 1856–1932) | Tongzhi  |                                                                         |         |

Prinzenfrau
| Prinzenfrau                       | Prinz                                                               | Söhne | Töchter                                                                                |
| --------------------------------- | ------------------------------------------------------------------- | --- | -------------------------------------------------------------------------------------- |
| Dí fú jìn (Chinese: 嫡福晋)       | Duke Yun’e (chin.: 允䄉)                                            | |                                                                                        |
| Primary consort                   | Prinz An Jin Wang ersten Ranges (chin.: 安亲王), Yolo (chin.: 岳樂) | 1. Prinz An zweiten Ranges, Ma’erhun (1663–1709) 2. Duke, Jiangxi 3. Prinz Qin zweitend Ranges, Yunduan    | 1. Prinzessin dritten Ranges 2. Prinzessin vierten Ranges 3. Prinzessin vierten Ranges |
| Primary consort                   | Prinz dritten Ranges (chin.: 贝勒), Chani (chin.: 察尼)             | |                                                                                        |
| Primary consort                   | Prinz dritten Ranges (chin.: 贝勒), Yulang (chin.: 毓朗)            | 1. Hengyao                                                                                                 | 1. Henghui 2. Hengxiang (Empress Wanrongs Stiefmutter) 3. Hengfen 4. Hengfu            |
| Primary consort                   | Prinz Su ersten Ranges (chin.: 肃亲王), Shanqi (chin.: 善耆)        | 1. Xianzhang (1885–1947) 2. Xiande 3. Xianzheng                                                            |                                                                                        |
| Primary consort                   | Prinz dritten Ranges (chin.: 贝勒), Yihui (chin.: 奕绘)             | 1. Prinz vierten Ranges, Zaijun (chin.: 載钧) 2. Zaiqin (chin.: 载钦)                                      |                                                                                        |
| Primary consort                   | Prinz dritten Ranges (chin.: 贝子)，Zaiying (chin.: 载滢)           | 1. Puwei (chin.: 溥伟), Prinz Gong ersten Ranges (chin.: 恭亲王)                                           |                                                                                        |
| Secondary consort (chin.: 侧福晋) | Yicong, Prinz Dunqin                                                | 1. Prinz Zailian (1854–1917) 2. Zaiyi, Prinz Rui (瑞) (Prinz Duan, 1856–1923) 4. Prinz Zaiying (1859–1930) |                                                                                        |

### Chinesische Republik
- Ying Lianzhi (chin.: 英斂之; auch Ying Hua 英华; 1867–1926) Gründer der Zeitung Ta Kung Pao und GründungSmitglied der Katholischen Fu-Jen Universität.